# Cráter volcánico

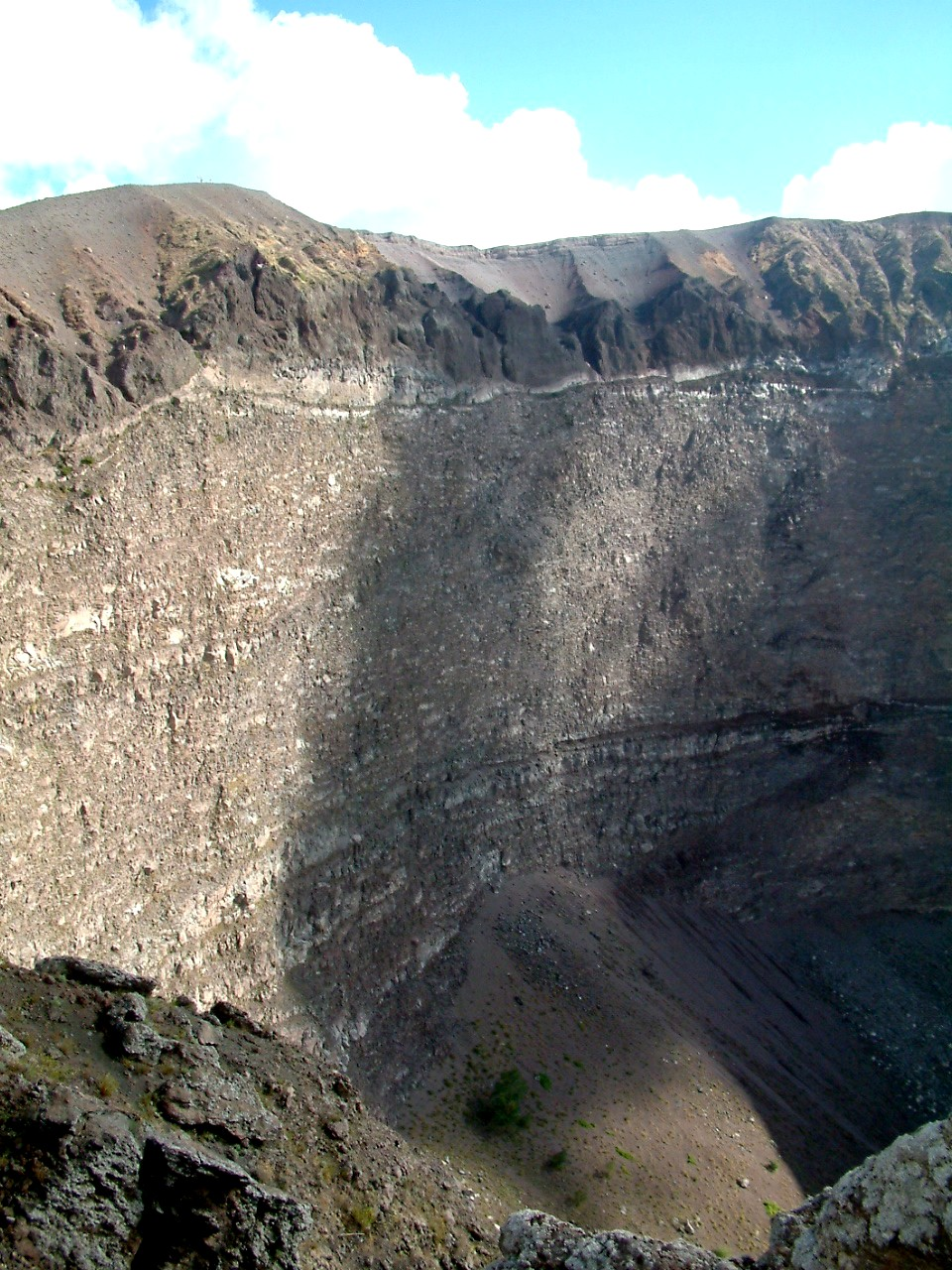
El interior del cráter del monte Vesubio (Italia).

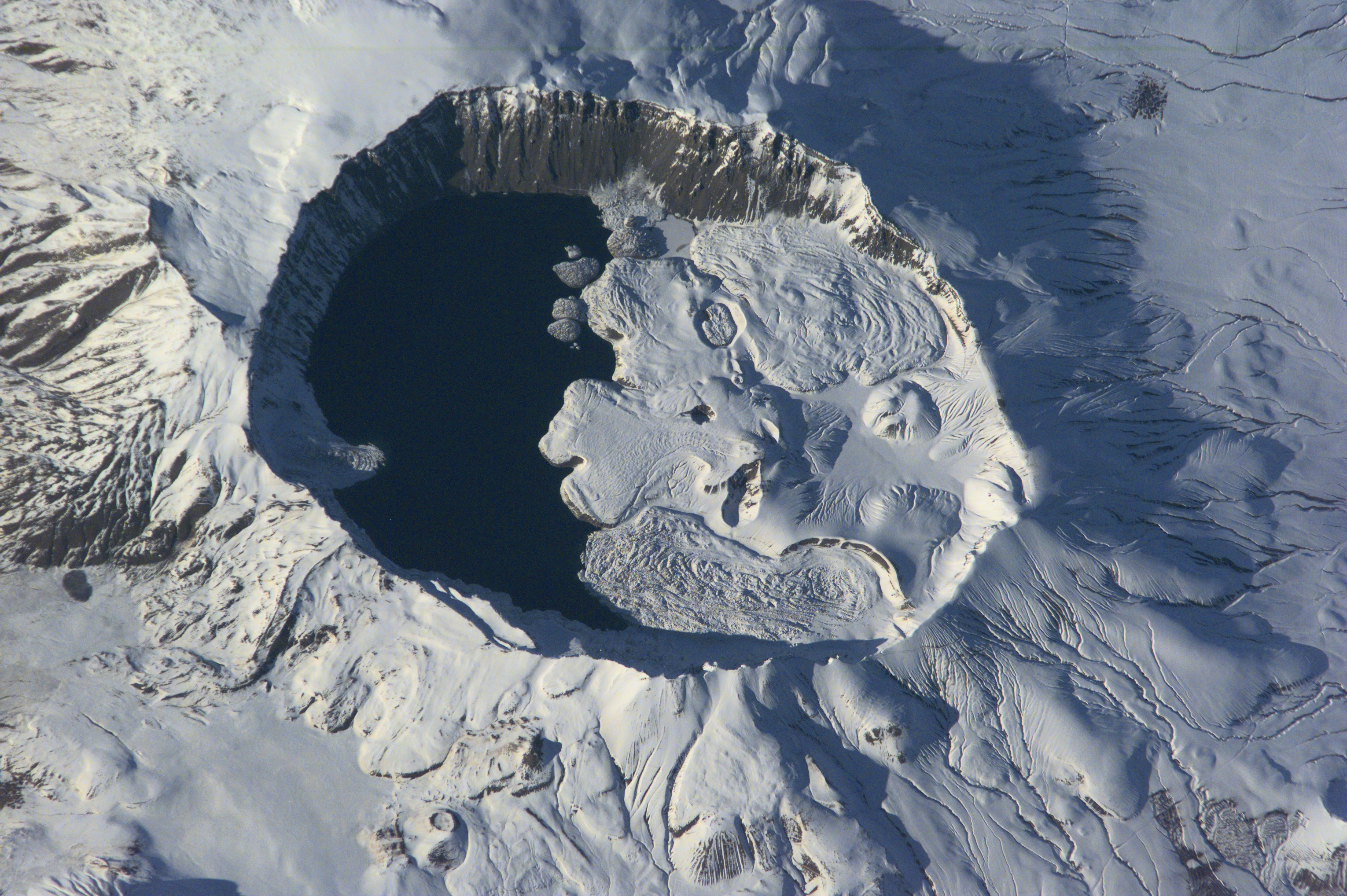
Cráteres en Nemrut (volcán)

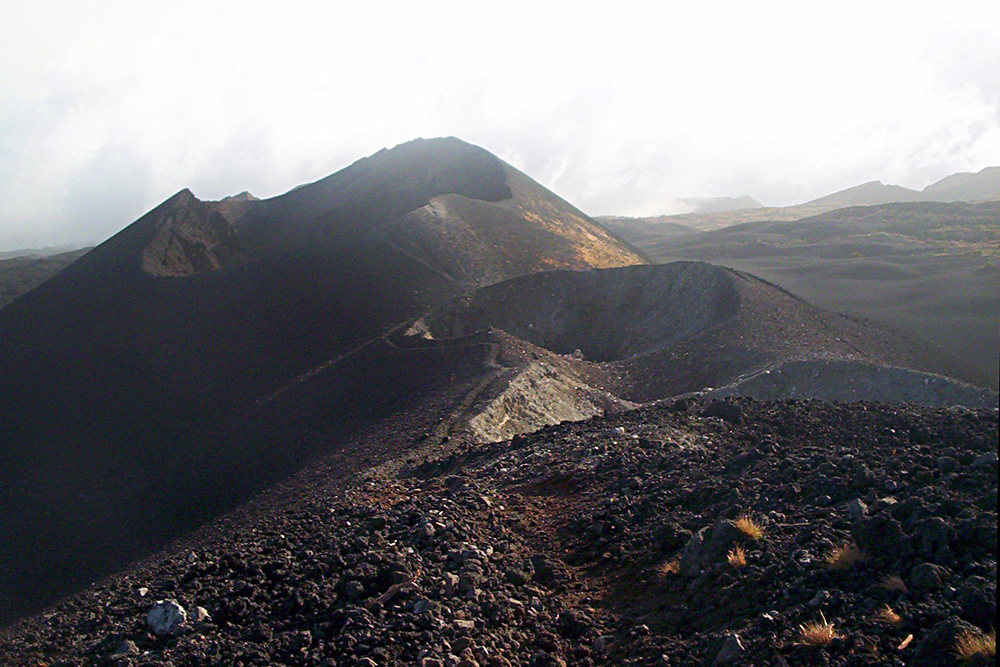
Cráteres en Mount Cameroon

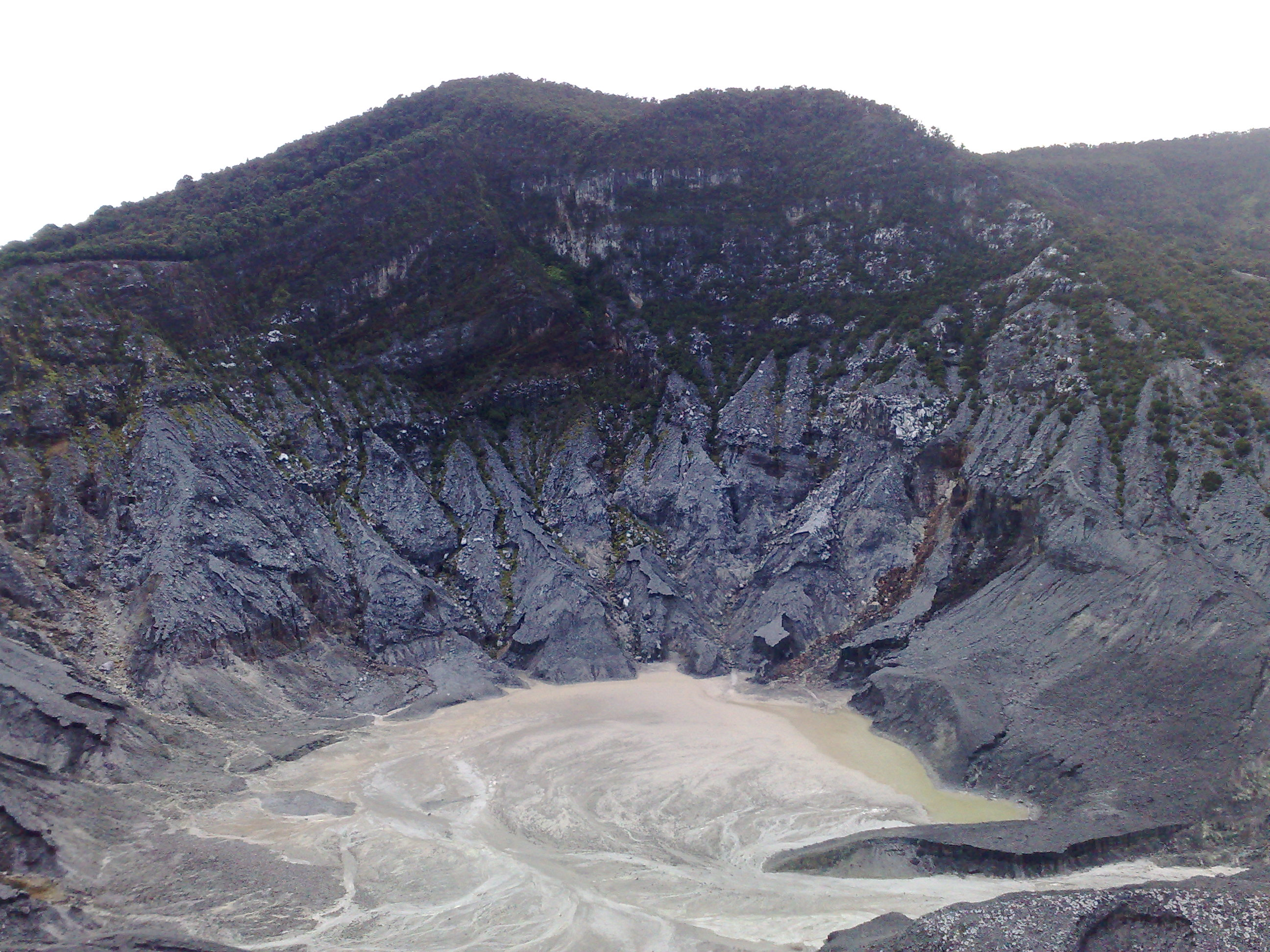
Cráter de la Reina (Kawah Ratu), mayor cráter del monte Tangkuban Parahu, Bandung, Java Occidental, Indonesia

Los cráteres volcánicos son depresiones circulares causadas por actividad volcánica. Funcionan como abertura o boca de erupción de muchos volcanes y están ubicados generalmente en sus cimas.
Durante las erupciones volcánicas, el magma y los gases volcánicos ascienden desde una cámara de magma subterránea, a través de un conducto en forma de tubo, hasta llegar a la abertura del cráter, desde donde los gases escapan a la atmósfera y el magma erupciona en forma de lava. Un cráter volcánico puede ser de grandes dimensiones y, en ocasiones, de gran profundidad. Durante ciertos tipos de erupciones explosivas, la cámara de magma de un volcán puede vaciarse lo suficiente como para que un área sobre ella se hunda, formando un tipo de depresión más grande conocida como caldera.

## Características

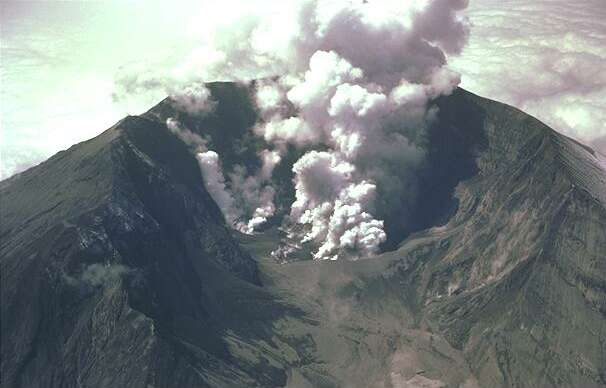
Imagen de la erupción del volcán Monte Santa Helena (Washington, EE. UU.) en mayo de 1980, un Sturzstrom. Véase Erupción del monte Santa Helena de 1980.

Un cráter suele adoptar la forma de un cono invertido situado en la cima de una montaña formada por los depósitos volcánicos en erupción, como flujos de lava y piroclasto. A veces se halla localizado en un flanco, cuando aquel tiene un cono adventicio, y entonces el cráter es calificado de lateral o de parásito. También puede ocurrir que el volcán carezca de cono, como los volcanes de tipo hawaiano, y entonces el cráter es una cavidad en el suelo en la cual burbujea y se agita la lava, que se desborda durante las erupciones.
Existen volcanes que dependiendo de su origen pueden llegar a contener más de un cráter, pero siempre uno principal. Estos cráteres pueden tener dimensiones diferentes, desde unos metros a kilómetros.
Algunos cráteres volcánicos pueden llenarse total o parcialmente con lluvia y/o nieve derretida, formando un lago de cráter.
El tamaño y la forma de los cráteres pueden cambiar durante las erupciones. Por ejemplo, pueden agrandarse por erupciones posteriores que sean más explosivas, o agrandarse al hundirse  el respiradero. Pueden ser volados por explosiones laterales o dirigidas, como ocurrió durante la erupción del Monte Santa Helena en 1980. Un cráter puede romperse durante una erupción, ya sea por explosiones o por lava, o por erosión posterior. Los cráteres perforados tienen un borde mucho más bajo en un lado.
Algunos volcanes, como un maar, consisten en un solo cráter, sin apenas montaña. Estos cráteres de explosión volcánica se forman cuando el magma se eleva a través de rocas saturadas de agua, lo que provoca una erupción freática. Los cráteres volcánicos de las erupciones freáticas a menudo ocurren en llanuras alejadas de otros volcanes obvios. No todos los volcanes forman cráteres.

## Geomorfología
En la mayoría de los volcanes, el cráter se sitúa en la cima de una montaña formada a partir de los depósitos volcánicos erupcionados, como coladas de lavas y tefra. Los volcanes que terminan en un cráter cimero de este tipo suelen tener forma cónica. Otros cráteres volcánicos pueden encontrarse en los flancos de los volcanes, y se denominan comúnmente cráteres de flanco. Algunos cráteres volcánicos pueden llenarse total o parcialmente con lluvia y/o nieve derretida, formando un lago de cráter. 
Un cráter puede romperse durante una erupción, ya sea por explosiones o por lava, o por erosión posterior. Los cráteres rotos tienen un borde mucho más bajo en uno de sus lados. 
Algunos volcanes, como los maars, están formados únicamente por un cráter, sin apenas montaña. Estos cráteres de explosión volcánica se forman cuando el magma asciende a través de rocas saturadas de agua, lo que provoca una erupción freática. Los cráteres volcánicos de erupciones freáticas suelen aparecer en llanuras alejadas de otros volcanes evidentes. No todos los volcanes forman cráteres.

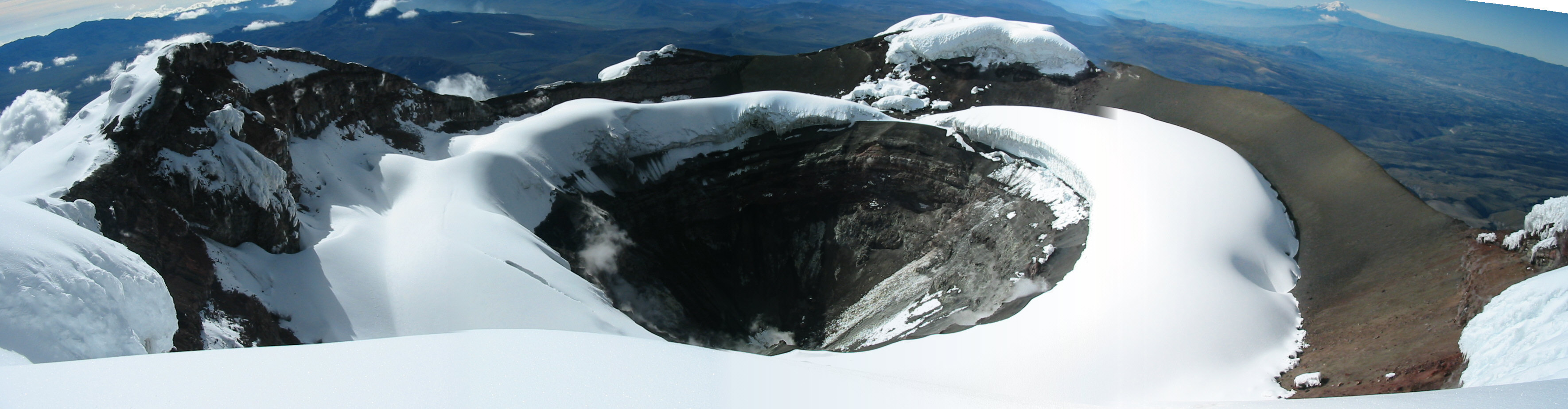
Vista panorámica del cráter del Cotopaxi, Ecuador.

### Cráteres de volcanes compuestos
Los cráteres de las cumbres de volcanes compuestos pueden ser complejos ya que pueden contener lagos de cráter, fumarolas y/o domos volcánicos. Estos cráteres son dinámicos y a menudo cambian durante la vida del volcán. A menudo se destruyen nuevos cráteres o se agrandan los cráteres existentes al comienzo de una nueva erupción. Los cráteres pueden estar parcial o totalmente llenos de cúpulas de lava que crecen en ellos.
Debido a que los cráteres suelen emitir gases volcánicos incluso durante los períodos en los que un volcán no está en erupción activa, las fumarolas son comunes en los cráteres. Los cráteres de las cumbres también pueden estar llenos de lagos que pueden ser ácidos debido a los gases volcánicos emitidos en las fumarolas. Las fumarolas y los lagos de los cráteres a menudo causan una alteración hidrotermal extensa en toda el área del cráter.
Los cráteres de las cumbres de volcanes compuestos también pueden contener glaciares, como en el caso del Parque Nacional Monte Rainier de los EE. UU..

## Formaciones y tipos de cráteres

Esquema de un volcán. Cómo se mide la profundidad de un cráter, utilizando la vista lateral de un cráter típico. La profundidad "A" mide desde la superficie hasta el fondo del cráter. La profundidad "B" mide desde la altura media del borde hasta el fondo del cráter.

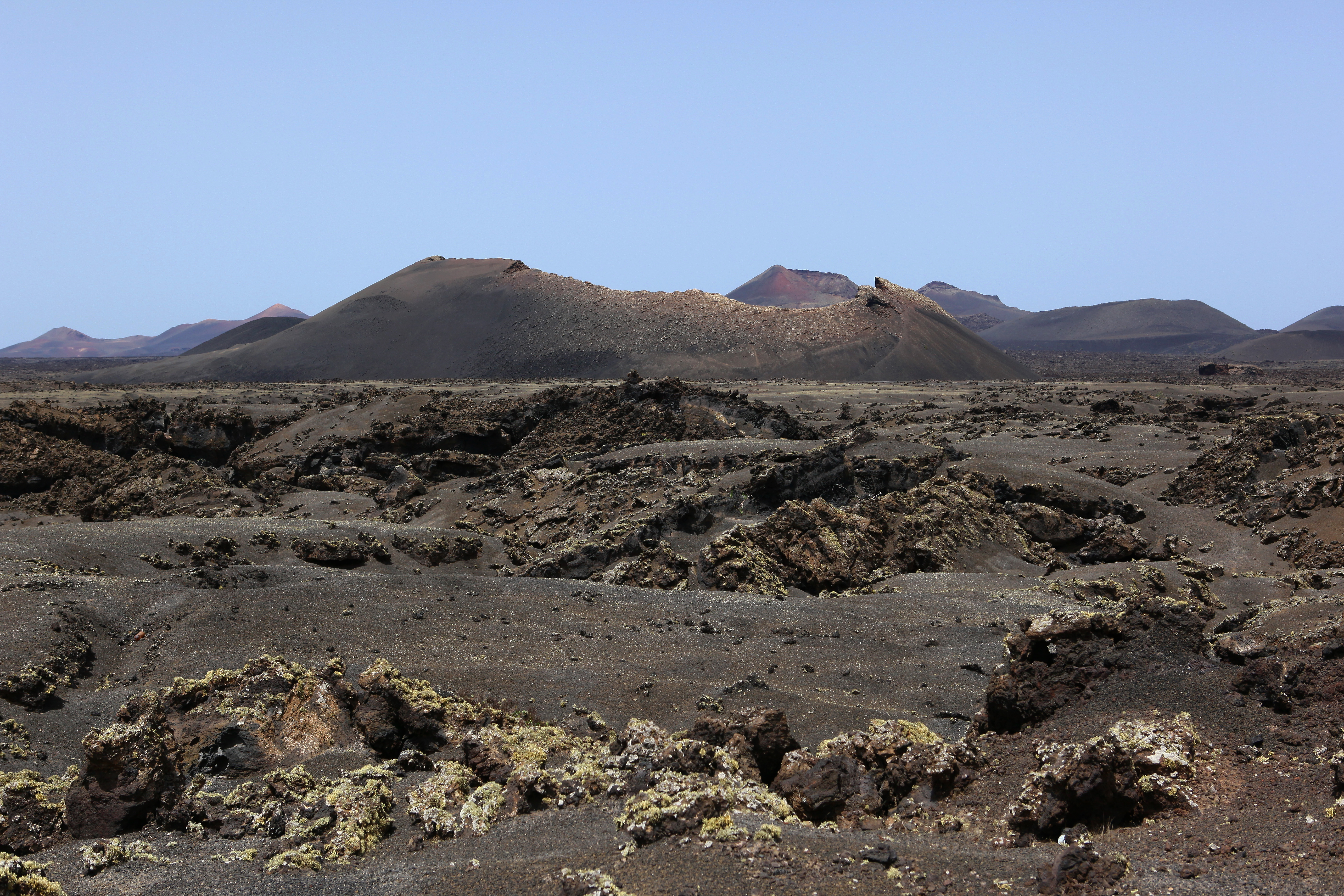
Crater volcánico Montaña de las Lapas en Lanzarote, rodeado de lava sólida a su vez cubierta de ceniza.

Un cráter es siempre una depresión, una cavidad en la superficie terrestre o en una montaña. Estos surgen de diferentes maneras.
Los cráteres más pequeños pueden formarse simplemente por la expulsión de magma eruptivo que se desgasifica debido a la caída de presión a medida que sube a la superficie. Las burbujas de gas que se forman desgarran (fragmentan) el magma, que es expulsado más o menos explosivamente debido a la presión del gas (debido al aumento de volumen durante la desgasificación) y cae alrededor de la ventilación, formando así una pared. El material desgarrado ("piroclástico") y luego enfriado (tefra) forma así una pared de toba (a veces llamada cráter de pared) y forma una estructura volcánica llamada cono de ceniza, cono de ceniza o cono de toba. Sin embargo, los procesos de erosión ya en una fase anterior de la erupción de los depósitos de tefra depositados (que son arrastrados por la columna de erupción) y los deslizamientos de las paredes internas inestables e inicialmente demasiado empinadas están involucrados en la estructura de hormigón del cráter.
Además de estos cráteres "positivos", que se acumulan sobre la superficie a medida que se agrega material, muchos, incluidos casi todos los más grandes, son cráteres "negativos", que son causados por colapso o explosión, es decir, la eliminación de cráteres previamente existentes. o material depositado.
Los cráteres de colapso se forman cuando la superficie cede y colapsa sobre una cavidad formada en profundidad. La diferencia entre un "cráter" y una "caldera" está vagamente definida y es fluida. Los cráteres de colapso más grandes se llaman calderas, tienen diámetros en el rango de kilómetros, al menos alrededor de uno o dos kilómetros generalmente varios kilómetros. Suelen surgir cuando se derrumba el techo de una cámara de magma más o menos poco profunda que ha sido vaciada por erupciones anteriores. El material que falta puede haber sido vaciado por un flujo lateral de lava basáltica líquida o por una eyección ascendente explosiva de tefra. Los procesos de erosión posteriores siempre están involucrados en la forma de una caldera. El techo puede hundirse más o menos continuamente en un área grande, de modo que la superficie del suelo viejo permanece en el fondo de la caldera, solo que más abajo que antes.
Los cráteres de colapso más pequeños se llaman cráteres de pozo.[cita requerida] Estas calderas circulares de paredes extremadamente empinadas, de hasta aproximadamente un kilómetro de diámetro y hasta 300 metros de profundidad, generalmente se forman cuando el magma líquido brota de los flancos de una estructura volcánica grande y compleja, creando una cavidad debajo de la montaña que se derrumba. Los cráteres de hoyo son típicos del vulcanismo hawaiano. El fondo del cráter de un pozo en un volcán activo puede estar lleno de un lago de lava.

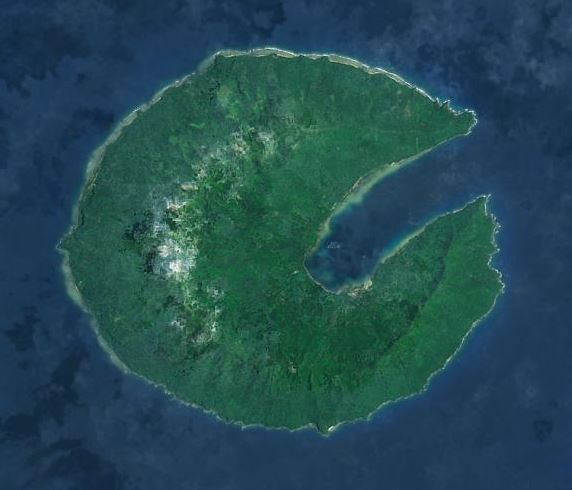
El cráter asimétrico de la isla Ureparapara (Vanuatu) está erosionado por la erosión marina, y el mar entra en el volcán desde el noreste.

Los cráteres de explosión se forman cuando la forma hueca del cráter ha sido limpiada por procesos de explosión. Además de los procesos volcánicos explosivos, a menudo están involucradas en su formación explosiones de vapor de agua cuando el magma fundido cerca de la superficie de la tierra se encuentra con acuíferos o cuando el magma que se eleva desde volcanes en islas entra en contacto con el agua de mar. Un cráter despejado por una explosión de vapor de este tipo se llama maar. La eyección de un volcán maar consiste no solo en tefra (generalmente en forma de toba), que a menudo forma un anillo de toba alrededor del maar, sino también en grandes cantidades de roca circundante fracturada por explosión. En el vulcanismo histórico de Europa Central, las erupciones volcánicas en la mayoría de los casos comenzaron con la formación de un maar. Si la actividad continuaba, podría formarse más tarde en el interior un cono de ceniza (ocasionalmente también un lago de lava).

## Disposiciones

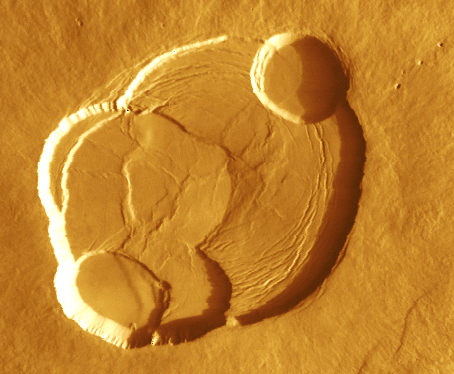
Imagen de los varios cráteres solapados en el Olympus Mons en Marte.

La gran mayoría de los volcanes posee uno o varios cráteres. Sólo los volcanes formados por domos de lava no los poseen porque estos llenan totalmente los eventuales cráteres creados en el momento de erupciones precedentes. Algunos cráteres pueden encajarse (como el Erta Ale) o solaparse (como el Olympus Mons en Marte).
Si se trata de una erupción dividida, pueden aparecer filas de cráteres sobre una fisura volcánica abierta sobre la corteza terrestre. Ejemplos de ello son el cráter Laki o la Cadena de los Puys en la región de Auvernia en Francia.

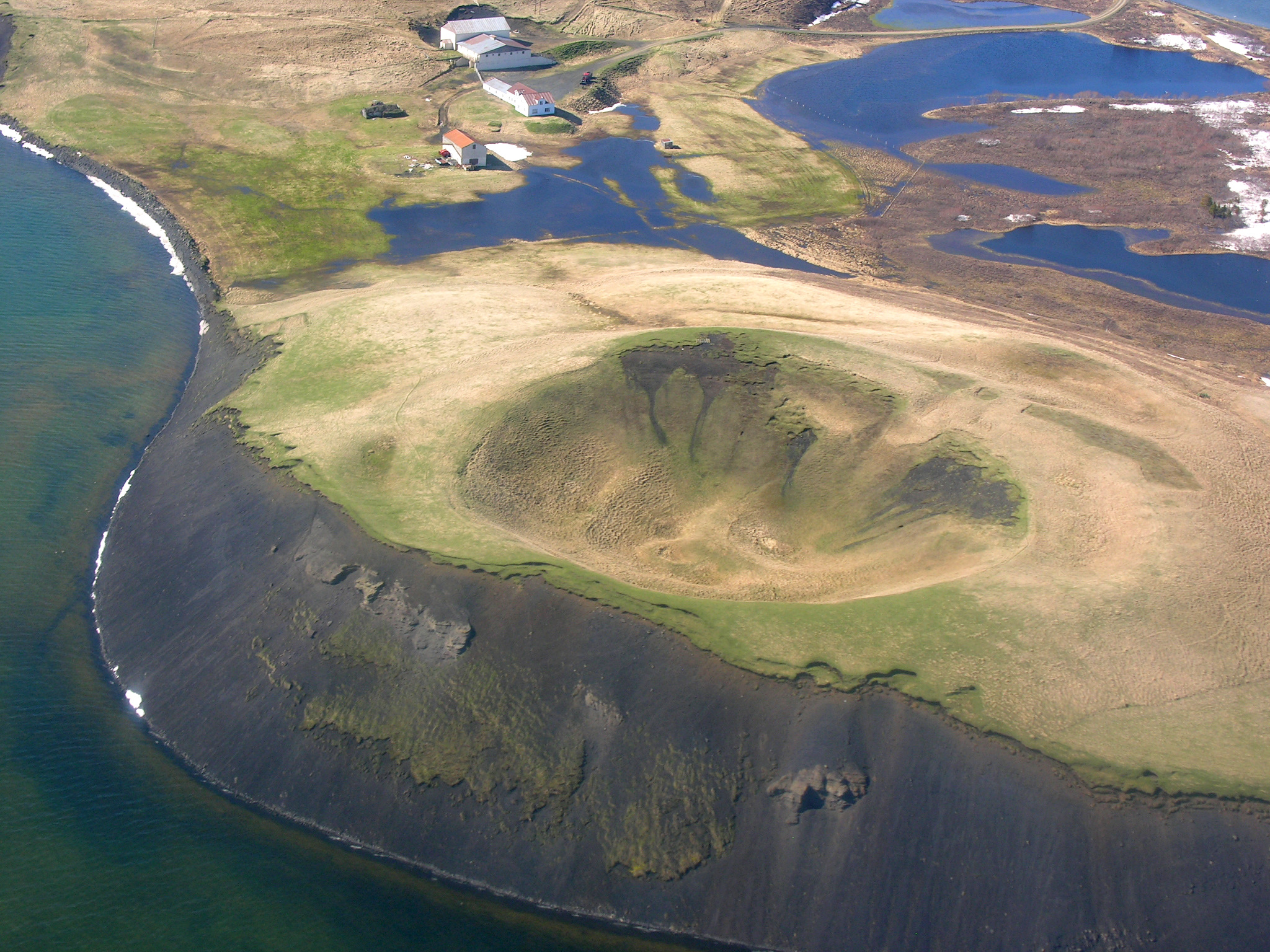
Un cono sin raíz en el lago Myvatn, en Islandia.

Un cono sin raíz, (rootless cone en inglés) también llamado anteriormente pseudocráter, es un accidente geográfico volcánico que se asemeja a un cráter volcánico auténtico, pero se diferencia en que no consiste en un respiradero real del que ha brotado lava. Se caracterizan por la ausencia de cualquier conducto de magma que conecte con la superficie.